# 샤오진광

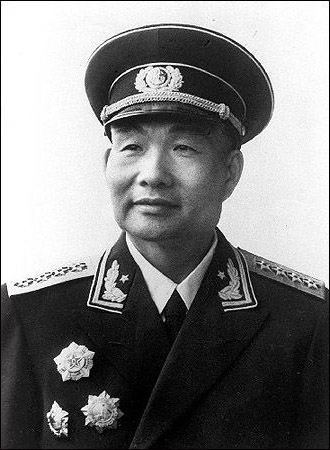

샤오진광(蕭勁光,소경광, 1903년 1월 4일 ~ 1989년 3월 29일)은 중화인민공화국의 군인이다. 중국인민해방군 해군의 창설자이고, 초대 해군 사령원이다. 최종 계급은 해군 대장.

## 생애
5.4운동 때 중학교 재학중 학생운동에 참가했다. 러시아 10월 혁명의 영향으로 1920년 마오쩌둥 등이 만든 호남러시아연구회에 들어갔다. 1920년 사회주의청년단에 가입했다. 1921년 봄 류사오치, 런비스 등과 함께 소련에 건너가 모스크바의 동방노력자공산대학에 입학했다. 1922년 말에 중국공산당에 입당했다. 1937년 봄 중앙혁명군사위원회 참모장. 1950년 해군 사령원에 임명됐다. 1955년 9월 27일 해군 대장. 1962년 린뱌오의 비판을 받았다. 1971년 린뱌오의 쿠데타 미수 사건 이후 다시 해군 업무에 복귀했다. 1976년 9월과 10월 두차례에 걸쳐 예젠잉에게 사인방을 분쇄해야 한다고 건의했다.